# Cromona
Cromona (o 1,4-benzopyrone) es un derivado de benzopirano sustituido con un grupo cetona en el anillo de pirano. Es un isómero de cumarina.
Los derivados de cromona se conocen colectivamente como cromonas. La mayoría, aunque no todos, son también cromonas fenilpropanoides .

## Ejemplos
- 6,7-dimetoxi-2,3-dihidrocromona ha sido aislado de Sarcolobus globosus.
- Eucrifina, una cromona ramnósido, puede ser aislado de la corteza del Eucryphia cordifolia.[2]
- Se descubrió que el cromoglicato (cromoglicato disódico) inhibe la exposición al antígeno, así como síntomas de estrés inducidas.[3] El cromoglicato se utiliza como un estabilizador de los mastocitos en la rinitis alérgica, el asma y conjuntivitis alérgica .
- Se descubrió que el Nedocromilo de sodio fue encontrado tenía una vida media algo más larga que el cromoglicato; Sin embargo, la producción se interrumpió en los EE. UU. en 2008.